# Pacor
Pacor is een bestuurslaag in het regentschap Purworejo van de provincie Midden-Java, Indonesië. Pacor telde 1894 inwoners bij de volkstelling in 2010. In 2020 was dit aantal toegenomen tot 2080.